# Робертсон, Мари
Мари Шарлотта Робертсон (швед. Marie Charlotte Robertson; род. 14 апреля 1977, Сунне, Вермланд) — шведская киноактриса.

## Биография
Родилась 14 апреля 1977 года в Сунне в Вермланде. Детство провела в пригороде Стокгольма Бреденге. Ещё в подростковом возрасте сыграла роль в телевизионном сериале «Дитя-одуванчик» (Maskrosbarn, 1989).
В гимназии Мари в качестве факультативного предмета изучала драматическое искусство, чтобы впоследствии стать актрисой. Затем год училась в театральной школе Калле Флюгаре, одновременно работая телеведущей на ZTV в программе «Вестманнагатан 44». В 1998—2000 годах снималась в сериале «Пароходство» (Rederiet).
В 2000—2004 годах Робертсон продолжила учёбу в Театральном институте при Гётеборгском университете.
За свою роль в комедийной картине «Гонщицы» (Rallybrudar, 2008) была номинирована на «Золотого жука» в категории «лучшая женская роль второго плана».

## Фильмография
- Maskrosbarn (1989), телесериал
- Rederiet (1998), телесериал
- Trettondagsafton (1999)
- Ett litet rött paket (1999), телесериал
- Heartbreak Hotel (2006)
- Playa del Sol (2009), телесериал
- Rallybrudar (2008)
- Saltön (2010), телесериал
- Meteoren (2010), телесериал
- Svensson, Svensson … i nöd & lust (2011)
- Hur många lingon finns det i världen? (2011)
- Граница (Gränsen, 2011)
- De närmaste (2012)
- Cockpit (2012)
- Настоящие люди (2012—2013), телесериал
- Fjällbackamorden (серия «Vänner för livet», 2013), телесериал